# Estame

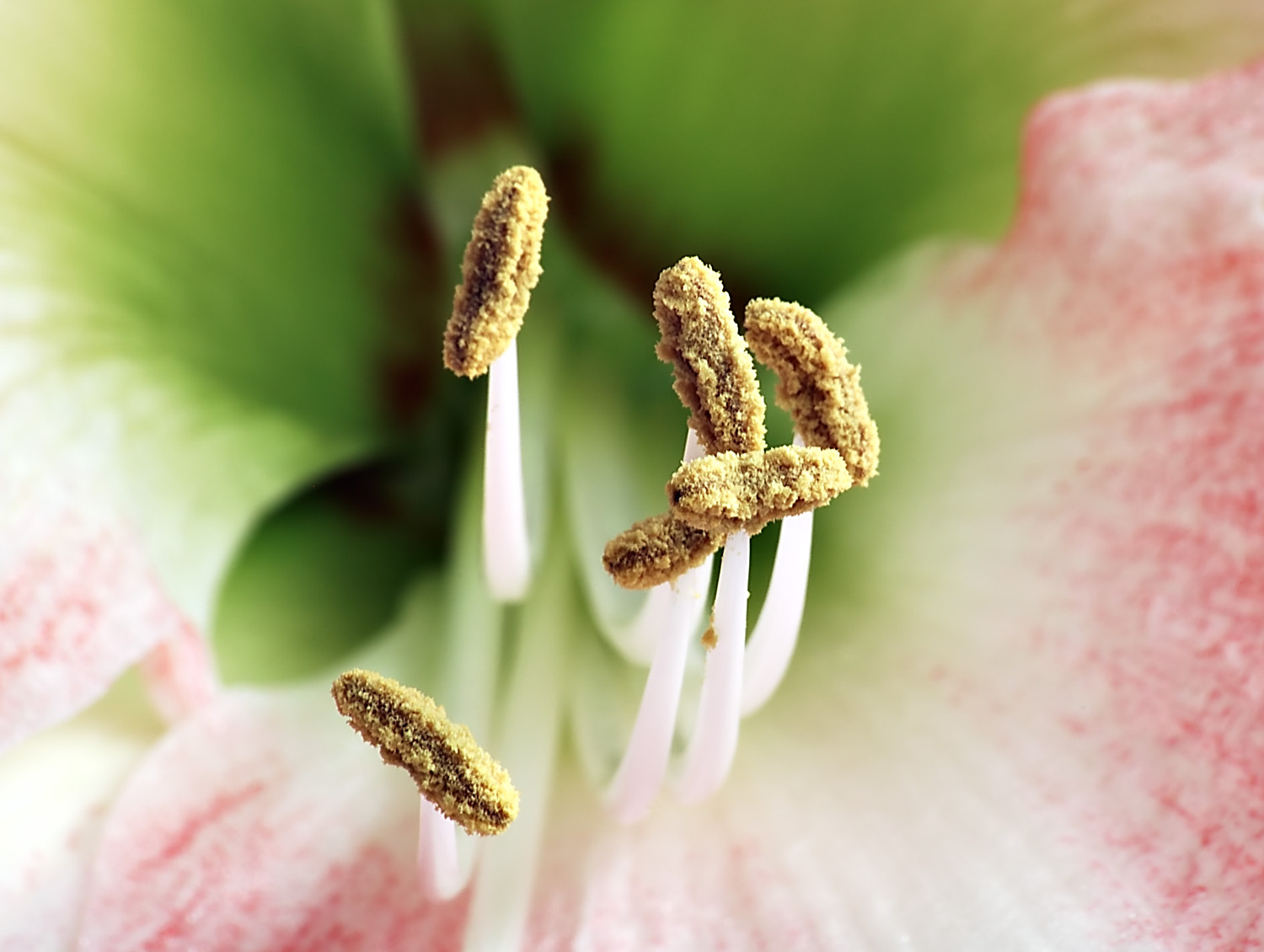
Flor de Amarillys com estames com anteras evidentes, carregadas de pólen.

Posição dos estames numa flor completa madura

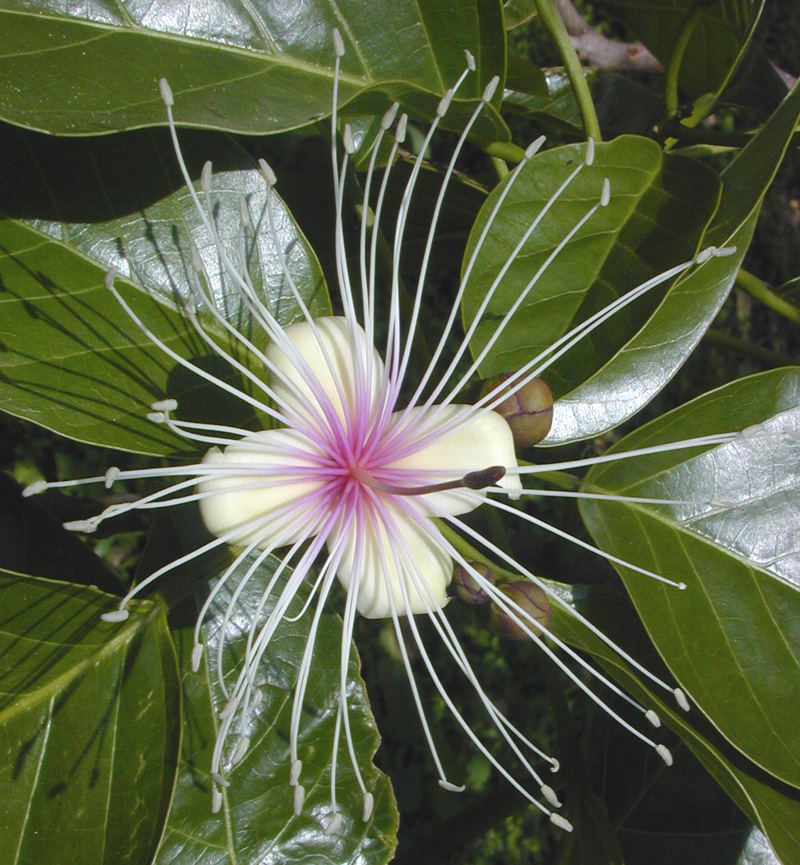
Estames protuberantes de Crateva religiosa.

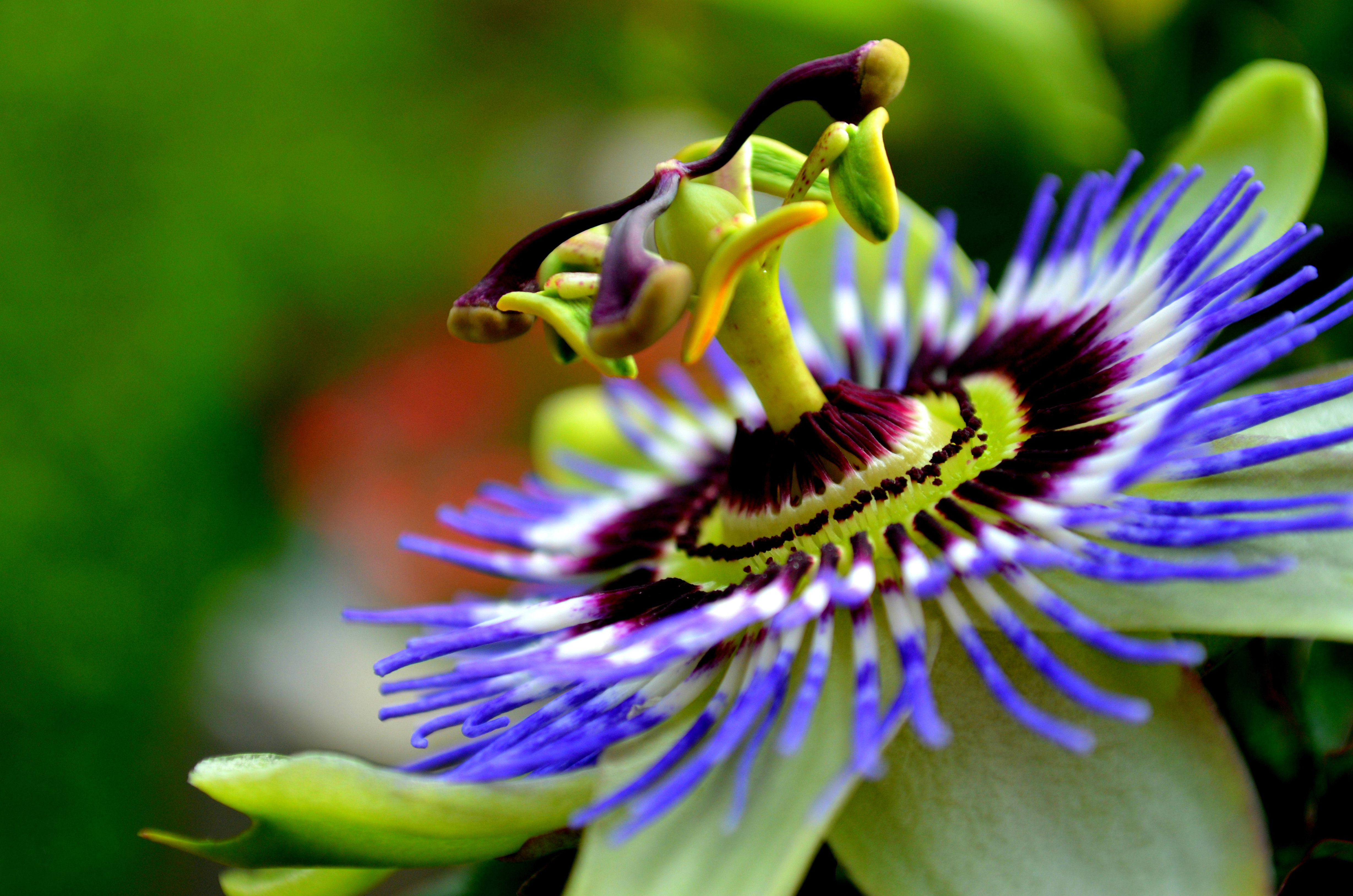
Estames protuberantes de Passiflora caerulea.

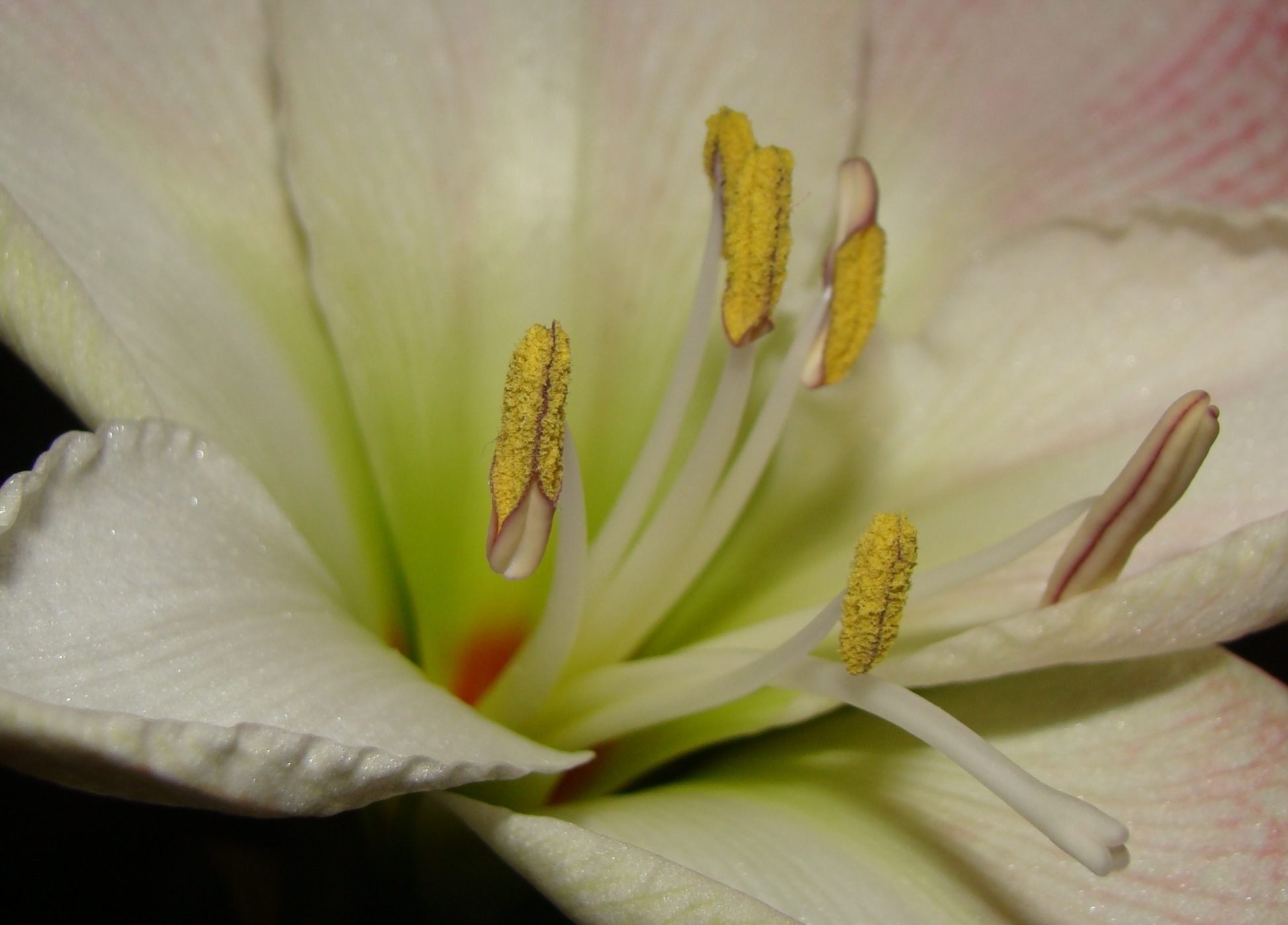
Estames e anteras de Hippeastrum.

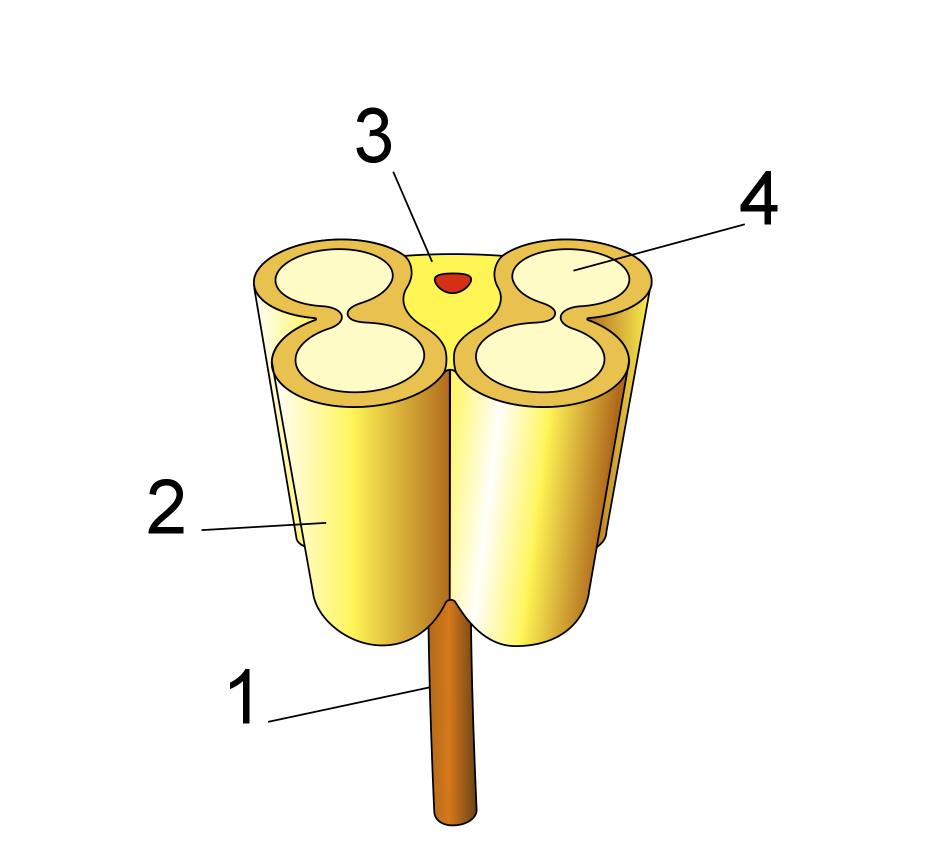
Diagrama de uma antera em secção transversal. 1: filamento; 2: teca; 3: tecido conectivo (os vasos condutores em vermelho); 4: saco polínico (também chamado esporângio).

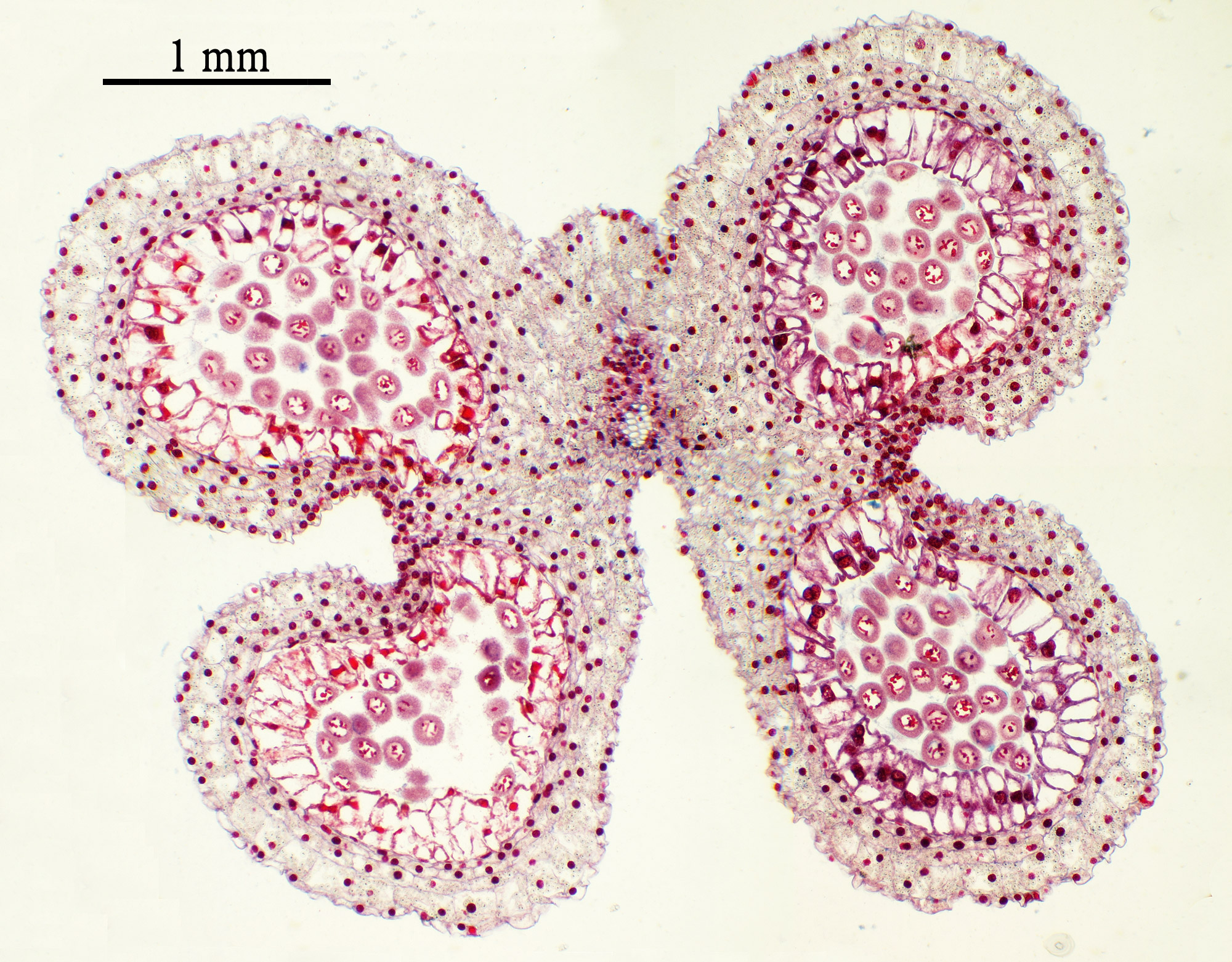
Secção transversal de um estame de Lilium, com 4 lóculos rodeados por células do tapetum.

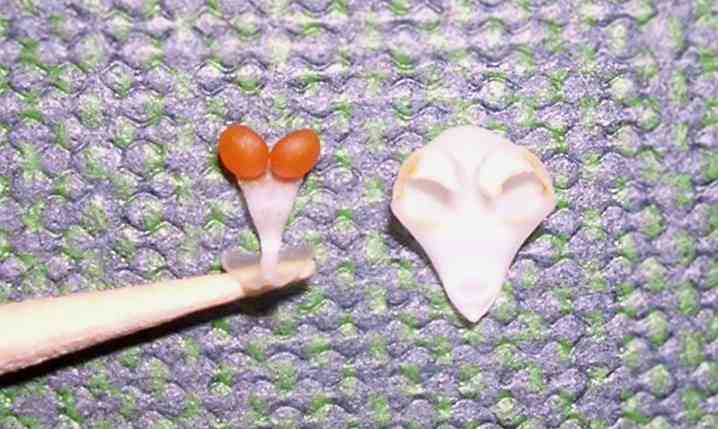
Estame com polinia de uma orquídia do género Phalaenopsis.

Estame (do latim stamen, 'fio') é a designação dada em botânica ao órgão masculino das plantas com flor, entendendo-se como tal as estruturas da flor portadoras de sacos polínicos (microsporângios) que originam os grãos de pólen (microsporos). O conjunto de todos os estames da flor é designado por androceu.

## Descrição
Apresentam estames tanto as Gymnospermae (gimnospérmicas) como as Magnoliophyta (angiospérmicas), embora em cada um destes grupos ocorra uma morfologia particular.
Nas angiospermas, num interior de um setor alargado do estame, a antera (do grego antigo anthera, feminino de antheros "floral" e de anthos , "flor""), formam-se os grãos de pólen, sendo portanto essa a parte fértil do estame. A antera é geralmente composta por duas tecas, cada uma contendo dois microsporângios, que quando a teca está madura se fundem num único lóculo.
Os estames das angiospermas geralmente são lamelares (a antera ocorre embutida numa lâmina) ou filamentosos (a antera está ligada ao receptáculo por um filamento, do latim filum, "fio"). Nos estames filamentosos, a porção de tecido estéril da antera que cimenta as duas tecas é designada por conectivo, mantendo-as unidas. Para alguns autores, a região entre duas tecas dos estames laminares também é designada por conectivo. O normal é que o conectivo seja pouco desenvolvido, de forma que a teca sobressaia amplamente; em algumas Magnoliophyta primitivas, todo o estame pode ser lamelar e o conectivo pode ser altamente desenvolvido, de modo a separar as tecas. Em alguns casos, o conectivo apresenta apêndices de formas muito variadas que têm importância sistemática (por exemplo nas Melastomataceae ou na subfamília Prostantheroideae).
Os estames de uma flor são coletivamente designados por androceu. O androceu pode consistir em apenas meio estame (isto é, um único lóculo) como nas espécies do género Canna ou até 3 482 estames, tantos quantos foram contados numa flor de saguaro (Carnegiea gigantea) Geralmente o androceu envolve o gineceu e é circundado pelo perianto. Contudo, em alguns membros da família Triuridaceae, particularmente Lacandonia schismatica e Lacandonia braziliana, juntamente com algumas espécies de Trithuria (família Hydatellaceae), o gineceu envolve o androceu.
É frequente a ocorrência de nectários florais (glândulas produtoras e secretoras de néctar), muitas vezes situados na base do filamento. Quando ocorrem nos estames, são denominados nectários estaminais.
Os estames estéreis que aparecem em certas flores são designados por estaminódios. A sua função é variada e pode estar relacionada com a produção de néctar ou com a função vistosa de atração de polinizadores que as pétalas costumam cumprir. São muitas vezes alterados, assemelhando-se a estames, ou são modificados para produzir néctar, como ocorre no género Hamamelis, ou para cumprir a função de pétalas (sendo então designados por estames petaloides). Podem ser uma característica decisiva para diferenciar as espécies, como no género Paphiopedilum (Orchidaceae). Podem também apresentar uma estrutura semelhante a uma antera, embora não funcional,  caso em que essas estruturas são denominadas anteródios.

### Estrutura
Um estame normalmente consiste num caule chamado filamento e uma antera que contém o microsporângio. Em geral, as anteras são de dois lóbulos (cada lóbulo é denominado lóculo) e estão ligadas ao filamento na base ou na área central da antera. O tecido estéril entre os lóbulos é designado por conectivo, uma extensão do filamento contendo estruturas condutoras de seiva. Pode ser visto como uma extensão do lado dorsal da antera. Um grão de pólen se desenvolve a partir de um micrósporo no microsporângio e contém o gametófito masculino. O tamanho das anteras difere muito, de uma fração de milímetro em Wolffia spp. até mais de 10 centímetros em Canna iridiflora e Strelitzia nicolai.
Assim, o estame é constituído por três partes distintas (embora existam grandes variações morfológicas, e alguma das partes possa estar ausente):
- Antera — situada na parte superior do estame, geralmente com formato globuloso, contém os microsporângios que produzem os esporos haplóides, denominados grãos de pólen (gâmetas masculinos);
- Conectivo — pequena estrutura de tecido conjuntivo que liga a antera ao filamento (ou filete);
- Filamento (ou filete) — haste que liga o receptáculo da flor à antera.

A maioria das flores do grupo das monocotiledóneas apresenta seis estames dentro do perianto (conjunto das pétalas e sépalas), enquanto entre as eudicotiledóneas o números de estames é em geral quatro ou cinco. Porém, esse número pode variar muito conforme a família. Ao conjunto dos estames dá-se o nome de androceu.
Numa flor típica (isto é, na maioria das espécies de plantas com flor) cada flor tem gineceu e androceu (com os seus estames). Em algumas espécies, no entanto, as flores são unissexuais com apenas carpelos ou estames. (monoica = ambos os tipos de flores encontrados na mesma planta; dioicas = os dois tipos de flores encontrados apenas em plantas diferentes). Uma flor com apenas estames é chamada androica. Uma flor com apenas carpelos é chamada de ginoica.
Uma flor com apenas estames funcionais e sem carpelos funcionais é designada por flor estaminada, ou (incorretamente) masculina. Uma flor com apenas carpelo funcionais é designada por flor pistilada, ou (incorretamente) feminina.
Um estame abortivo ou rudimentar é designado por estaminódio, como em Scrophularia nodosa. Os carpelos e os estames das orquídeas são fundidos numa coluna. A parte superior da coluna é formada pela antera, que é coberta por uma cápsula de antera.

### Tipologia dos estames
O androceu em várias espécies de plantas forma uma grande variedade de padrões, alguns deles altamente complexos. As flores podem ser:
- Monoicas — há tanto a parte feminina (carpelos formando um ovário funcional) quanto a masculina (estames funcionais);
- Dioicas — é dioica a planta que tiver uma estrutura floral para cada sexo;
- Uma flor que possua apenas estames funcionais é designada por flor estaminada.
- Diz-se que ocorre diplostemonia (neo-latim: diplo- + -stemonus, relativo aos estames) quando numa flor o número de estames é o dobro do número de pétalas. Quando essa duplicação ocorre, a flor é frequentemente qualificada como sendo diplostémone.

Os estames apresentam uma grande diversidade morfológica, em geral com significado taxonómico, sendo múltiplos os termos utilizados em botânica descritiva para os descrever.
Dependendo da espécie de planta, alguns ou todos os estames de uma flor podem estar presos às pétalas ou ao eixo floral. Podem também ser independentes ou fundidos uns aos outros de muitas maneiras diferentes, incluindo a fusão de alguns, mas não de todos os estames. Os filamentos podem ser fundidos e as anteras livres, ou os filamentos livres e as anteras fundidas. Em vez de haver dois lóculos, um lóculo de um estame pode não se desenvolver ou, alternativamente, os dois lóculos podem se fundir no final do desenvolvimento para formar um único lóculo.
Casos extremos de fusão de estames ocorrem em algumas espécies de Cyclanthera na família Cucurbitaceae e na seção Cyclanthera do género Phyllanthus (família  Euphorbiaceae), onde os estames formam um anel ao redor do gineceu, com um único lóculo.

### Filamento
A parte basal estéril de um estame é chamada de filamento (ou filete). É uma estrutura regra geral de forma filamentosa (cilíndrica e alongada), que se situa abaixo da antera e a suporta. Varia muito em forma e tamanho, dependendo da família botânica a que a espécie pertença.
Pode ser lamelar, como em certas famílias primitivas (como as Degeneriaceae), ser ramificado (como em certas espécies do género Allium), ou apresentar apêndices de forma variável.
O filamento apresenta um feixe fibrovascular em toda a sua extensão, circundado por parênquima e recoberto por epiderme. Se o filamento estiver imperceptível ou ausente, a antera é considerada séssil.
Num botão floral imaturo (fechado), os filamentos são curtos, alongando-se após a ântese. Para além do suporte da antera e seu posicionamento espacial em relação aos restantes elementos florais, a função adicional do filamento é transportar nutrientes para o pólen em desenvolvimento. A antera pode ser ligada ao filamento de duas maneiras:
- Basifixa — inserta na base do filamento, permite a deiscência longitudinal, abrindo longitudinalmente para libertar o pólen;
- Dorsifixa (ou versátil) — fixado no centro do filamento pela parte dorsal, sendo o pólen libertado pelos poros (deiscência poral).

### Antera
Nas angiospermas, a antera é a parte terminal do estame de uma flor. É uma estrutura homóloga ao microesporângio em outros clados e é responsável pela produção de pólen.
A antera típica das angiospermas geralmente consiste em duas partes contíguas e distinguíveis, chamadas tecas, unidas por uma área designada por conectivo, qua além de interligar as tecas entre si liga também a antera ao filamento. Se a antera for cortada perpendicularmente ao seu eixo, observa-se que cada antera contém um ou dois sacos polínicos que se estendem por todo o seu comprimento.
Uma antera típica contém quatro microsporângios. Os microsporângios formam sacos ou bolsas (lóculos) na antera (sacos de antera ou sacos polínicos). Os dois lóculos separados de cada lado da anatera podem se fundir num único lóculo. Cada microsporângio é revestido por uma camada de tecido nutritivo chamada tapetum e inicialmente contém células-mãe de pólen diploides. Estas células sofrem meiose para formar esporos haploides. Os esporos podem permanecer ligados uns aos outros numa tétrade ou separados após a meiose. Cada micrósporo divide-se mitoticamente para formar um microgametófito imaturo chamado grão de pólen.
O pólen maduro é libertado quando a antera se abre por deiscência. A deiscência pode ocorrer por fendas longitudinais, por poros, como na família  das Ericaceae, ou por valvas, como na família Berberidaceae. Em algumas plantas, notavelmente nos membros da família Orchidaceae e da subfamília Asclepiadoideae, o pólen permanece em massas designadas por polinias, que são adaptadas para se ligar a agentes polinizadores específicos, como pássaros ou insetos. Mais frequentemente, os grãos de pólen maduros separam-se e são distribuídos pelo vento ou pela água, insetos polinizadores, pássaros ou outros vetores de polinização.
O pólen das angiospermas deve ser transportado para o estigma, a superfície receptiva do carpelo, de uma flor compatível, para que a polinização ocorra com sucesso. Depois de chegar, o grão de pólen (um microgametófito imaturo) normalmente completa seu desenvolvimento. Pode produzir um tubo polínico e sofrer mitose para produzir dois núcleos espermáticos.
Diversidade morfológica dos estames
- Estames de Lilium com anteras vermelhas e filetes brancos.
- Estames petaloides de Calliandra surinamensis.
- Estames de Sterculia foetida.
- Estame de Grevillea robusta.
- Três tipos diferentes de estames de Commelina communis.
- Flor da árvore-aranha (Crateva religiosa) com os seus numerosos e evidentes estames.
- Estames de um "lírio-de-dia" (Hemerocallis), fortemente carregada de pólen.
- As flores da "árvore-da-seda" (Albizia julibrissin) possuem inúmeros estames longos e finos.
- Imagem de microscopia electrónica de varredura das anteras de Penta lanceolata, com grãos de pólen na superfície.
- Flores de Hippeastrum mostrando os estames acima do estilete (com o seu estigma terminal).
- Detalhe de estames e estigma de Lilium 'Stargazer'

## Terminologia
A complexidade morfológica dos estames levou ao desenvolvimento de uma complexa terminologia para usos em botânica descritiva, especialmente na descrição de agrupamentos taxonómicos de plantas em que a forma e disposição espacial dos estames tem particular valor sistemático e taxonómico. Essa terminologia assenta numa etimologia que, como acontece na generalidade da terminologia botânica tem raízes no grego clássico e no latim.

### Etimologia
- Estame — deriva da palavra latina que significa "fio" (originalmente o fio da  urdidura, na tecelagem).[15]
- Filamento — deriva do termo latino filum, que significa "fio".[15]
- Antera — deriva do vocábulo francês anthère,[16] oriundo do latim anthera, significando "remédio floral",[17][18] que por sua vez deriva do grego clássico ἀνθηρά, 'anthērá',[16][18] feminino de ἀνθηρός 'anthērós', significando "florido",[19] derivado de ἄνθος[16] 'ánthos', "flor".[19]
- Androceu — deriva do grego clássico ἀνήρ 'anḗr', que significa "homem",[19] e οἶκος 'oîkos', "casa" ou "câmara".[19]

### Terminologia descritiva e classificação
Estames
Uma das classificações morfológicas dos estames mais usadas consiste na divisão dos estames em dois grupos, em função do grau de fusão do androceu. Tal destrinça leva à seguinte classificação:
- Os estames podem ser conatos (fundidos ou unidos na mesma espiral):
  - Monadelfos — fundidos em uma única estrutura composta;
  - Diadelfos  — parcialmente fundido em duas estruturas androicas;
  - Poliadelfos — fundidos em mais de 2 estruturas androicas;
  - Sinantéreos — apenas as anteras são conatas (como nas Asteraceae).
- Os estames também podem ser adnados (fundidos ou unidos a mais de um verticilo):
  - Epipétalos — adnados à corola;
  - Epífilos &madash; adnados a tépalas indiferenciadas (como em muitas Liliaceae);
- Os estames podem ter comprimentos diferentes entre si:
  - Dídimos — dois pares iguais;
  - Didínamos — surgindo em dois pares de comprimentos diferentes, um par longo e um par mais curto;
  - Tetradínamos — surgindo como um grupo de seis filamentos, com quatro longos e dois mais curtos;
- Os estames podem ter comprimentos diferenciados em relação ao resto da flor (perianto):
  - Protuberantes (ou exsertos) — alongados para além da corola;
  - Inclusos (ou insertos)  — quando o comprimento não ultrapasse a corola;
  - Exertos — quando o comprimento ultrapassa a corola;
- Os estames podem ser organizados em um de dois padrões distintos:
  - Espiralados — com filotaxia em espiral em torno do eixo floral;
  - Verticilados — insertos num ou mais verticilos discretos (série)
- Os estames podem ocorrer arranjados espacialmente com relação às pétalas das seguintes formas:
  - Diplostémone — em dois verticilos, o exterior alternando com as pétalas, enquanto o interior é oposto às pétalas;
  - Haplostémone — tendo uma única série de estames, igual em número ao número de pétalas e alternando com elas;
  - Obdiplostémone — em dois verticilos, com o dobro do número de estames em relação às pétalas, o verticilo externo oposto às pétalas, o interno oposto às sépalas, por exemplo nas Simaroubaceae (ver diagrama floral).

- Os estames fundidos entre si são referidos como um sinândrio (synandrium).
- Flores com um único estame são classificadas como monândricas.

Classificação dos estames
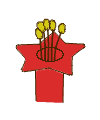
Estames protuberantes (exsertos)
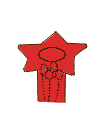
Estames inclusos (insertos)
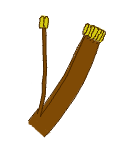
Estames diadelfos
Estames poliadelfos
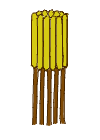
Estames sinantéreos
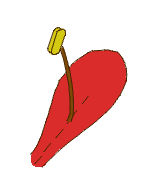
Estame ligado a uma pétala (epipétalo)
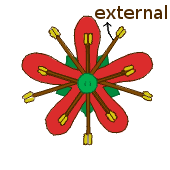
Estames diplostémones
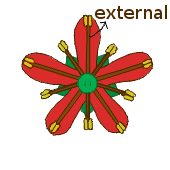
Estames obdiplostémones
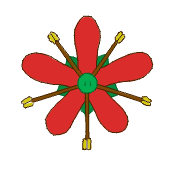
Estames antissépalo-alternipétalos
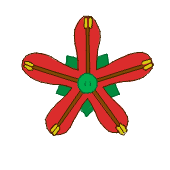
Estames antipétalo-alternissépalos
Estames andróforo e monadelfo
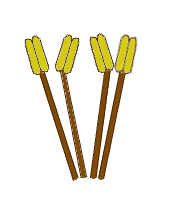
Estames dídimos
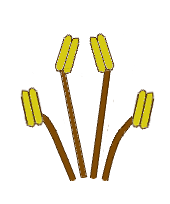
Estames didínamos
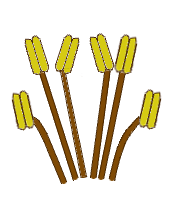
Estames tetradínamos

Conectivo
- Onde o conectivo é muito pequeno, ou imperceptível, os outros lóbulos estão próximos, e o conectivo é referido como discreto, como por exemplo no género Euphorbia e em Adhatoda zeylanica.
- Onde o conectivo separa os lóbulos da antera, é chamado divaricado, por exemplo no género Tilia e em Justicia gendarussa.
- O conectivo também pode ser longo e em forma de haste, inserto transversalmente no filamento, este é um conectivo distratil, por exemplo em Salvia.
- O conectivo também pode conter apêndices, sendo então designado por e apendiculado, como por por exemplo em Nerium odorum e algumas outras espécies de Apocynaceae. Em Nerium, os apêndices são unidos como uma coroa estaminal.

Filamento
- Uma coluna formada a partir da fusão de múltiplos filamentos é conhecida como um andróforo.
- Os filamentos podem ser conatos (fundidos ou unidos no mesmo verticilo) da seguinte forma:[20]
  - Extrorsos — com a deiscência da antera dirigida para longe do centro da flor;
  - Introrsos — com a deiscência da antera direcionada para dentro da flor:
  - Latrorsos — com a deiscência da antera direccionada lateralmente em relação ao eixo da flor.
  - Monadelfos — fundido numa única estrutura composta;
- Declinados — curvando-se para baixo, depois para cima na extremidade (também designados por declínio-descendentes);
- Diadelfos — unidos parcialmente em duas estruturas androeciais;
- Pentadelfos — unido parcialmente em cinco estruturas androeciais;
- Sinândricos  — apenas as anteras são conatas (como nas Asteraceae).

Antera
A forma das anteras são descritas de forma variada por termos como linear, arredondada, sagitada, sinuosa ou reniforme.
A antera pode estar ligada ao conectivo do filamento de duas maneiras:
- Basifixa — fixa ao filamento pela base;
  - Pseudobasifixa — uma designação um tanto imprópria que designa as anteras em que o tecido conjuntivo se estende em forma de tubo ao redor da extremidade do filamento;
- Dorsifixa — fixa pela região central ao filamento, geralmente versátil (capaz de se mover).

Quanto à deiscência, as anteras podem ser:
- Abertura rimosa:
  - Longitudinal — abertura longitudinais, isto é no sentido do maior comprimento;
  - Transversa — abertura transversal ao amior comprimento;
- Abertura valvar — abertura por valvas, em geral dispostas na região central da antera;
- Abertura porocida — abertura por poros.

Deiscência das anteras
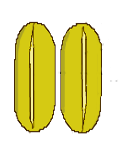
Longitudinal.
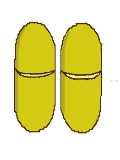
Transversa.
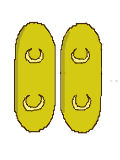
Valvar.
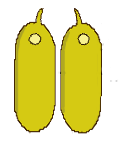
Poricida.